# هيو بي تومسون
هيو بي تومسون (بالإنجليزية: Hugh P. Thompson)‏ هو قاضي ومحامي أمريكي، ولد في 7 يوليو 1943.

## وصلات خارجية
- هيو بي تومسون على موقع إن إن دي بي (الإنجليزية)